# Schizomitrium rivulare
Schizomitrium rivulare là một loài Rêu trong họ Hookeriaceae. Loài này được (Mitt.) H.A. Crum mô tả khoa học đầu tiên năm 1984.